# Spoorlijn Saint-Brieuc - Pontivy
De spoorlijn Saint-Brieuc - Pontivy is een Franse spoorlijn van Saint-Brieuc naar Pontivy. De lijn is 71,8 km lang en heeft als lijnnummer 475 000.

## Geschiedenis
De lijn werd in gedeeltes geopend door de Compagnie des chemins de fer de l'Ouest. Van Saint-Brieuc naar Quintin op 20 november 1871, van Quintin naar Loudéac op 1 juli 1872 en van Loudéac naar Pontivy op 16 december 1872. Personenvervoer tussen Loudéac en Pontivy werd opgeheven op 26 september 1987 en tussen Saint-Brieuc en Loudéac op 31 augustus 2006.
Goederenvervoer werd opgeheven tussen Loudéac en Saint-Gérand in 1991 en tussen Saint-Brieuc en Loudéac in 2007. Van 2008 tot 2012 was er weer goederenverkeer op dit laatste gedeelte. Nadat een meettrein in 2017 over een afstand van 40km de elektrische installaties van 22 overwegen beschadigde tussen Saint-Brieuc en La Motte is er geen verkeer meer mogelijk.
Tussen Saint-Brieuc en Loudéac is de lijn buiten gebruik, tussen Loudéac en Saint-Gérand opgebroken en tussen Saint-Gérand en Pontivy in gebruik ten behoeve van een veevoerfabrikant. Het vervoer op dat gedeelte gaat via de aansluitende spoorlijn Auray - Pontivy.

## Aansluitingen
In de volgende plaatsen is of was er een aansluiting op de volgende spoorlijnen:
Saint-Brieuc
RFN 420 000, spoorlijn tussen Paris-Montparnasse en Brest
RFN 445 000, spoorlijn tussen Saint-Brieuc en Le Légué
RFN 475 606, stamlijn Châtelets de Saint-Brieuc
Pontivy
RFN 474 000, spoorlijn tussen Auray en Pontivy

## Galerij

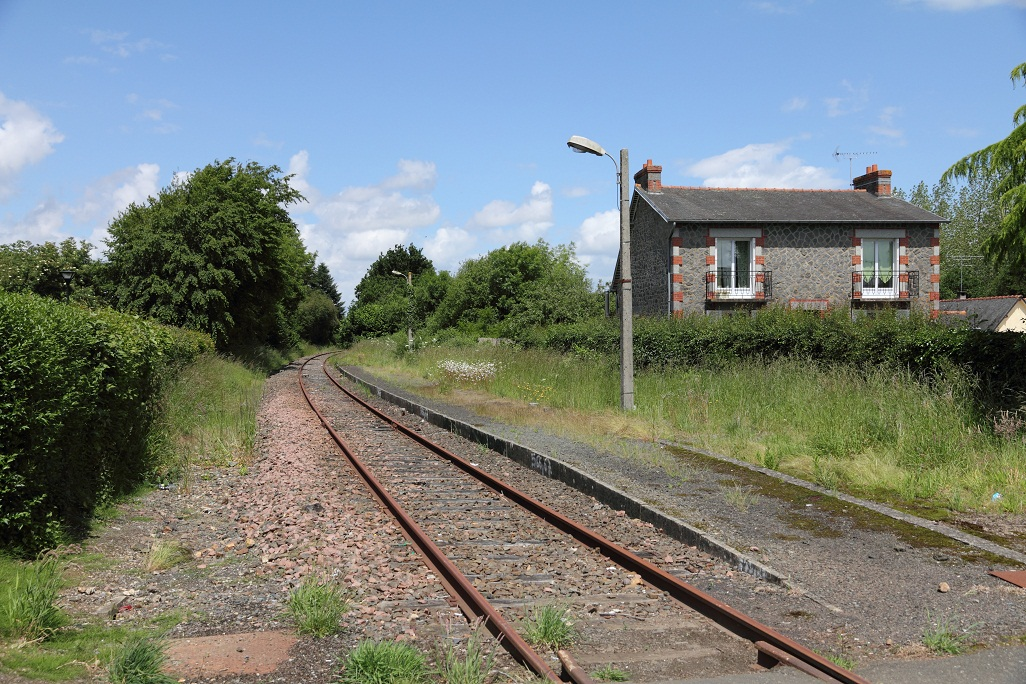
De lijn bij station Saint-Julien
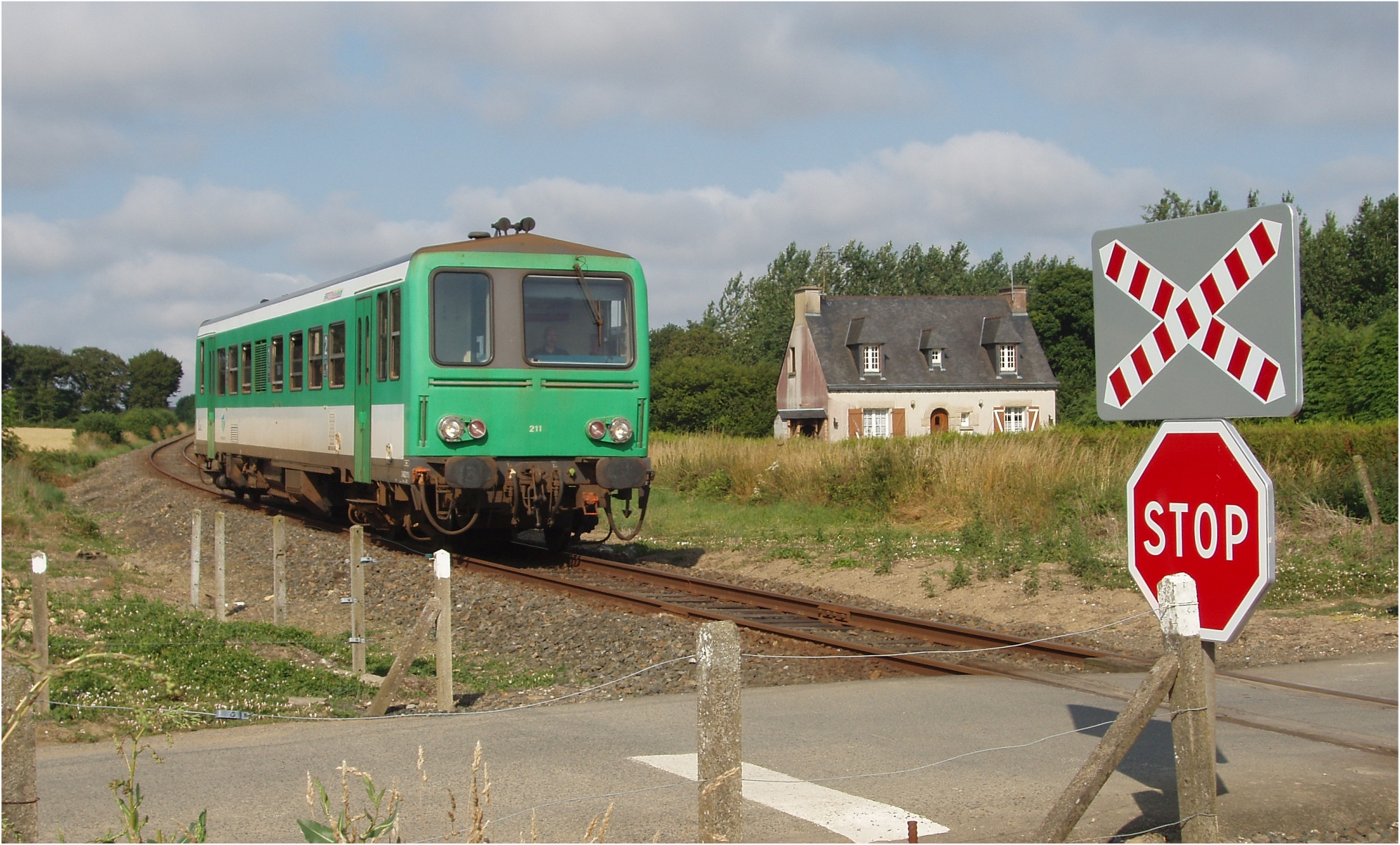
Een railbus bij station Saint-Julien in 2006
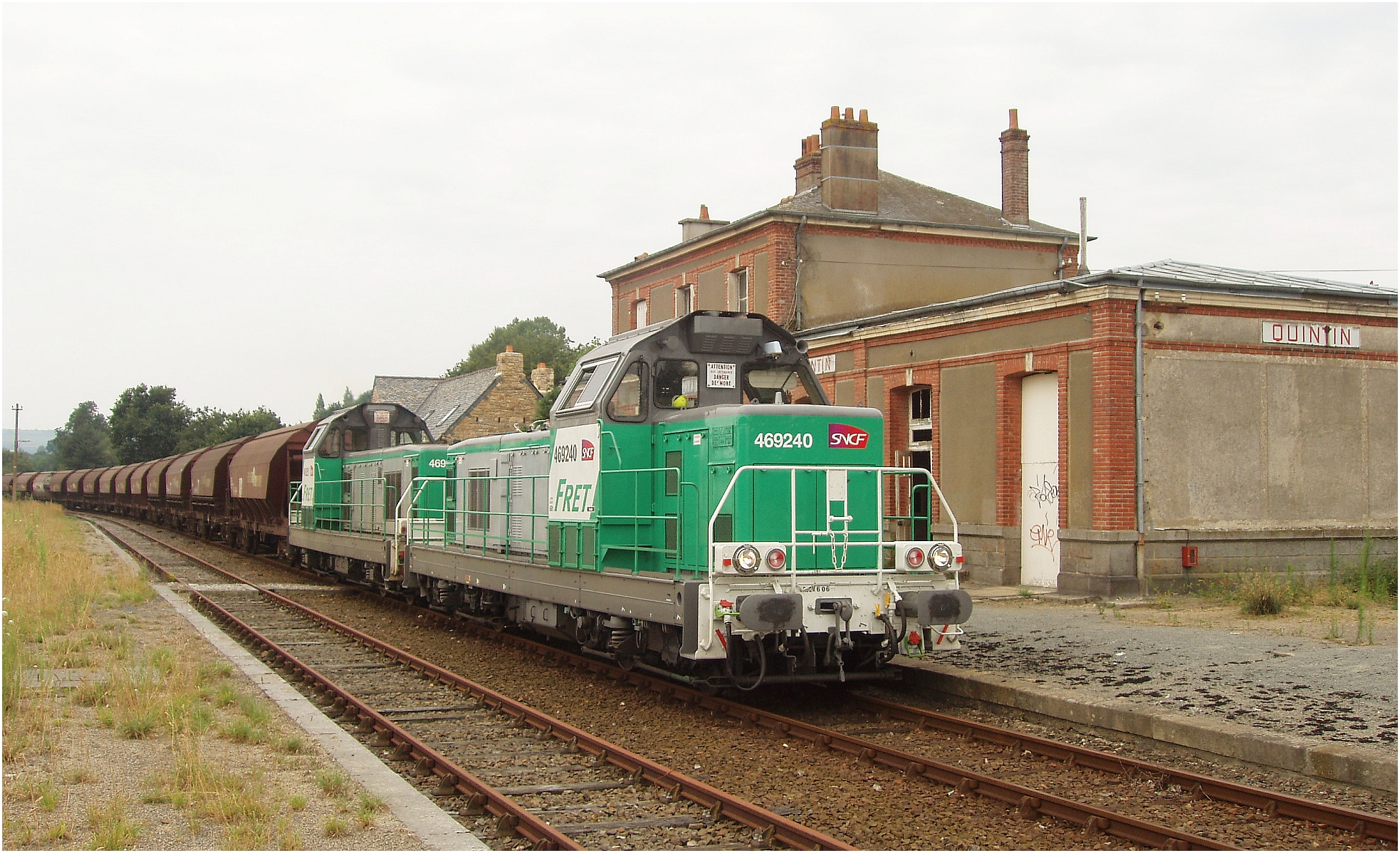
Een goederentrein bij station Quintin in 2006